# Club Deportivo Olímpic de Xàtiva
El Club Deportivo Olímpic de Xàtiva es un club de fútbol de la ciudad de Játiva (Valencia) España.
Fue fundado oficialmente el 12 de septiembre de 1932 bajo el nombre de Club Deportivo Olímpic.
Hasta la temporada 2015-2016 ha participado en la tercera categoría del fútbol español, la Segunda División "B" de España en su grupo III desde la temporada 2011-12, mientras que sus principales logros son cuatro campeonatos de la Tercera División —actual cuarta categoría desde 1977,— y un Campeonato Valenciano de Aficionados en su segunda temporada de vida y que le valió para disputar el Campeonato de España de Aficionados de 1934 finalizando como subcampeón de la competición. En la temporada 2016-2017 participará de nuevo en la Tercera División tras perder el play out de permanencia contra la Sociedad Deportiva Leioa.
Regido por la Real Federación Española de Fútbol (RFEF) a nivel nacional y por la Federación de Fútbol de la Comunidad Valenciana (FFCV) a nivel regional viste de uniforme completamente de color blanco desde la ya citada final del Campeonato de España de Aficionados de 1934. Tras dicho encuentro el club cambió su habitual camiseta verde por la actual merced a un regalo por parte de la Federación por su logro.

## Historia
Los orígenes del fútbol en la ciudad de Játiva se sitúan en 1924, cuando diversos equipos de la ciudad jugaron los Campeonatos Valencianos entre los cuales destacaba el Club Deportivo Xátiva, antes de ser sustituido como primer representante del municipio por el C. D. Olímpic, formado en septiembre de 1932.
Desde 1940, en la que disputó su primera temporada en Tercera División, han sido tres largas etapas de presencia en esta categoría: 1945-46 a 1950-51, 1956-57 a 1967-68 dónde se produce la época gloriosa del club disputando tres temporadas seguidas la promoción de ascenso a Segunda División (1959-60, 1960-61 y 1961-62) y desde la temporada 1971-72 hasta 1976-77, año en el que consiguen el ascenso para disputar el año siguiente la recién creada Segunda División "B"; y en el que se produjo uno de los enfrentamientos más destacados de su historia por importancia, no así por el resultado. El encuentro fue correspondiente a primera ronda de la Copa del Rey 1976-77 donde se enfrentaron por primera vez en su historia en partido oficial a un equipo de la Primera División. Su rival, el Real Zaragoza se impuso por un 6-0 global tras un 0-5 en Játiva en el partido de ida.
Dos años después el club perdió la categoría tras finalizar en el vigésimo puesto en la temporada de 1978-79, disputando el campeonato de Tercera división durante esos años a excepción del intervalo de tres temporadas, 1982-83 hasta 1984-85, que lo hizo en Regional Preferente.
No volvieron a disputar la categoría de bronce hasta la campaña 1987-88, ya que el año anterior cosecharon una gran temporada quedando campeones de Tercera División en su grupo. Tras cuatro años en Segunda B, vinieron dos años fatídicos en los que se dieron dos descensos consecutivos, el último de ellos producido de manera traumática por la fusión de los dos grupos de Tercera División, descendiendo siendo 10.o  en la clasificación. Tras disputar la Regional Preferente dos años, el equipo volvió a la Tercera División para la temporada 1994-95, disputando 6 temporadas en ella. En la 1999-00 se produjo un nuevo descenso a Preferente.
La vuelta a la Tercera División se consiguió al final de la temporada 2006-07, en la que un segundo puesto que le dieron la clasificación a los play-offs, y la superación de las dos eliminatorias de esta, supuso la vuelta del equipo a la categoría que más ha disputado a lo largo de su historia. Tras una gran temporada y una emocionante promoción, ascendió de nuevo a Segunda División B la temporada 2010-11, permaneciendo 5 temporadas en Segunda B hasta la temporada 2015-2016 y superando su etapa anterior de 4 temporadas seguidas.
En la temporada 2013-14, se clasificó para disputar la Copa del Rey, quedando emparejado en los dieciseisavos de final con el Real Madrid Club de Fútbol. La ida jugada en Játiva se disputó el 8 de diciembre finalizando con un resultado de empate a cero goles que se mantiene como el mejor resultado cosechado en su historia frente al conjunto blanco, aunque no en vano ya repitieron efeméride en el único antecedente entre ambos equipos datado en el año 1959. Dicho encuentro, de carácter amistoso, tuvo lugar en el Estadio Santiago Bernabéu el día 14 de mayo. El partido fue un festejo por parte de los madrileños tras conseguir su cuarta clasificación consecutiva para la final de la Copa de Europa 1958-59 tras derrotar al Club Atlético de Madrid en un partido de desempate, por lo que un Real Madrid C. F. cargado de suplentes y juveniles no pudo pasar del empate a dos goles frente al conjunto levantino. La vuelta de la eliminatoria de Copa 2013-14 se disputó el 18 de diciembre en el Estadio Santiago Bernabéu, finalizando con un resultado de 2-0 para el Real Madrid, con goles de Illarramendi y Di María.
Desde junio del año 2018 el CDO de Játiva es propiedad del grupo Hindú Sudeva Sports con sede en Nueva Delhi, grupo que adquirió la mayor parte del accionariado en el proceso de transformación del club en sociedad anónima deportiva, para comenzar un ambicioso proyecto de profesionalización de la entidad que ha acabado siendo bochornoso e corrupto, el desarrollo e intercambio de jóvenes futbolistas en proceso de formación, ejerciendo de puente entre el emergente fútbol Asiático y el fútbol Europeo.   
Sudeva Sports International también es propietaria del Sudeva Moonlight F.C. equipo que juega en la 2nd división de la I-League.    
Anuj Gupta de Sudeva Sports, ocupa el cargo de presidente del Olímpic de Xàtiva.

## Uniforme
El primer uniforme del club constó de camiseta gualdinegra y pantalón negro que pronto fueron sustituidas por una camiseta verde y un pantalón blanco con medias negras. Sin embargo, apenas un par de años después de su fundación el club adoptó los colores que viste actualmente de camiseta y pantalón blanco.
El hecho se produjo tras la final alcanzada en el Campeonato de España de Aficionados y en la que perdió frente al Unión Club de Irún por 2-1. Merced a su logro como club aún amateur la Federación Española obsequió a los setabenses con un conjunto del citado color, y que ya no abandonó como primer uniforme en toda su historia.
| 1932 - 1934 | 1934 - 1955 | 1955 - |

### Historial de marcas de equipamiento deportivo
| - Temporada:1980-1981 - Ressy - Temporada:1981-1982 - Ressy - Temporada:1982-1983 - Ressy - Temporada:1983-1984 - Ressy - Total Ressy: 4 Campañas. - Temporada:1984-1985 - Rasán - Temporada:1985-1986 - Rasán - Temporada:1986-1987 - Rasán - Temporada:1987-1988 - Rasán - Temporada:1988-1989 - Rasán - Temporada:1989-1990 - Rasán - Temporada:1990-1991 - Rasán - Temporada:1991-1992 - Rasán - Temporada:1992-1993 - Rasán - Temporada:1993-1994 - Rasán - Temporada:1994-1995 - Rasán - Temporada:1995-1996 - Rasán | - Temporada:1996-1997 - Rasán - Temporada:1997-1998 - Rasán - Temporada:1998-1999 - Rasán - Temporada:1999-2000 - Rasán - Temporada:2000-2001 - Rasán - Temporada:2001-2002 - Rasán - Temporada:2002-2003 - Rasán - Temporada:2003-2004 - Rasán - Temporada:2004-2005 - Rasán - Total Rasán: 21 Campañas. - Temporada:2005-2006 - Jugui - Total Jugui: 1 Campaña. - Temporada:2006-2007 - Diadora - Temporada:2007-2008 - Diadora | - Temporada:2008-2009 - Diadora - Total Diadora: 3 Campañas. - Temporada:2009-2010 - Joma - Temporada:2010-2011 - Joma - Temporada:2011-2012 - Joma - Temporada:2012-2013 - Joma - Total Joma: 4 Campañas. - Temporada:2013-2014 - Mass - Temporada:2014-2015 - Mass - Total Mass: 2 Campañas. - Temporada:2015-2016 - Hummel - Total Hummel: 1 Campaña. - Temporada:2016-2017 - McYadra - Total McYadra: 1 Campaña. | - Temporada:2017-2018 - Hummel - Temporada:2018-2019 - Hummel - Total Hummel: 3 Campañas (alternas). - Temporada:2019-2020 - Givova - Total Givova: 1 Campaña. - Temporada:2020-2021 - Joma - Total Joma: 5 Campañas (alternas). - Temporada:2021-2022 - DBK Sports - Total DBK Sports: 1 Campaña. |

## Rivalidades
Los máximos rivales del CD Olímpic, y derbis por excelencia por proximidad geográfica, son contra el Ontinyent CF, al que se ha enfrentado en 46 ocasiones en Tercera División y 10 en Segunda B y contra la UD Alzira, al que se ha enfrentado en menos ocasiones en partidos oficiales, 16 en Tercera División y 6 en Segunda B.
El club también tiene cierta rivalidad con otros equipos de las comarcas centrales como el CF Gandia, al que se ha enfrentado 46 veces en Tercera División y 10 en Segunda B y el CD Alcoyano con el que ha disputado 40 partidos oficiales en Tercera División y 16 en Segunda B.

## Campo

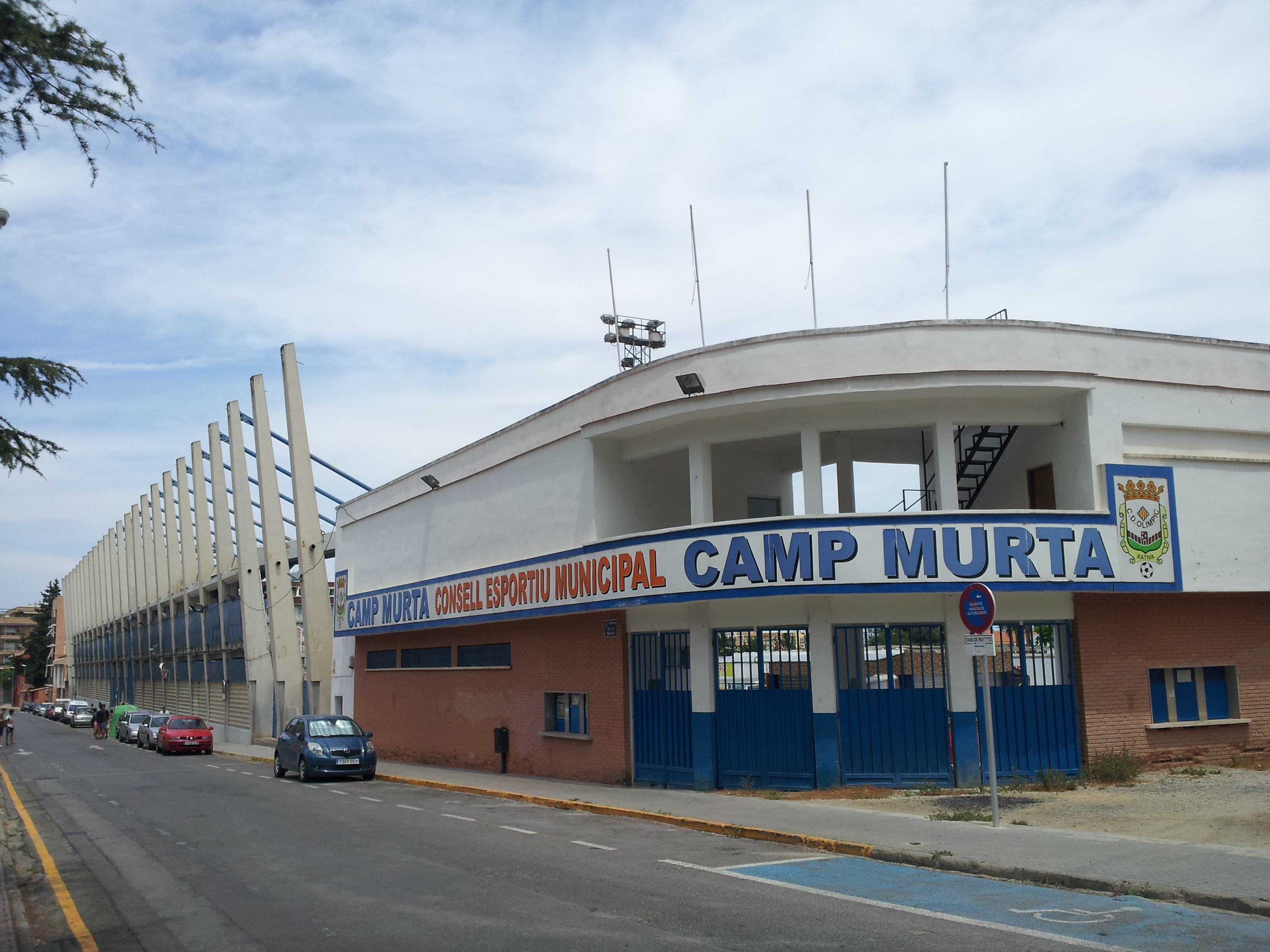
Entrada principal del Camp Murta

El club juega sus partidos como local en el campo municipal de La Murta, el cual cuenta con una capacidad de 3 600 espectadores y posee unas dimensiones de 103 x 63 metros.
El campo, existente desde 1922, ha sido el único campo dedicado exclusivamente para la práctica del fútbol que ha tenido el club, ya que antes de adoptarlo como suyo disputaba sus encuentros en el campo militar o la plaza de toros del municipio ante la intercesión del Club Deportivo Xàtiva, beneficiario de los terrenos de La Murta hasta su cesión al C. D. Olímpic.
El complejo sufrió una gran remodelación en 1960 y diversas modernizaciones hasta su aspecto actual:
- Dentro del primer semestre del año 1990 se construyó la nueva grada de tribuna.
- 8 de abril de 1998 se inauguran los nuevos vestuarios.
- De julio a septiembre del año 2000 se coloca la modernísima cubierta de la gradería de tribuna.
- 13 de octubre de 2002 se colocan los asientos de plástico en la tribuna y el nuevo reloj-marcador electrónico.
- 5 de octubre de 2005 se inaugura el césped artificial.

El partido inaugural fue frente al Real Sporting de Gijón.

## Datos del club
- Temporadas en 1ª: 0
- Temporadas en 2ª: 0
- Temporadas en 2ªB: 11
- Temporadas en 3ª: 42 (5 veces campeón)
- Mejor puesto en la liga: 4º (Segunda División B temporada 87-88)
- Peor puesto en la liga: 19º (Tercera División temporada 99-00)

## Palmarés
- Subcampeón del Campeonato de España de Aficionados (1): 1934.
- Campeón del Campeonato de Tercera División (5): 1959, 1960, 1961, 1987, 2017.

### Trofeos amistosos
- Trofeo Ciudad de Gandía (2): 1976, 2020
- Trofeo Ciudad de Alcoy (2): 1975, 1976

## Trayectoria
| - 1940-41: 3ª División (2º) - 1941-42: 1ª Regional (7º) - 1942-43: 1ª Regional (5º) - 1943-44: 3ª División (3º) - 1944-45: 1ª Regional (4º) - 1945-46: 3ª División (4º) - 1946-47: 3ª División (4º) - 1947-48: 3ª División (6º) - 1948-49: 3ª División (11º) - 1949-50: 3ª División (3º) - 1950-51: 3ª División (7º) - 1951-52: 1ª Regional (13º) - 1952-53: 1ª Regional (9º) - 1953-54: 1ª Regional (13º) - 1954-55: 1ª Regional (2º) - 1955-56: 1ª Regional (1º) - 1956-57: 3ª División (4º) - 1957-58: 3ª División (4º) - 1958-59: 3ª División (1º) - 1959-60: 3ª División (1º) - 1960-61: 3ª División (1º) | - 1961-62: 3ª División (5º) - 1962-63: 3ª División (6º) - 1963-64: 3ª División (8º) - 1964-65: 3ª División (5º) - 1965-66: 3ª División (16º) - 1966-67: 3ª División (13º) - 1967-68: 3ª División (16º) - 1968-69: 1ª Regional (15º) - 1969-70: 1ª Regional (6º) - 1970-71: Reg. Preferente (2º) - 1971-72: 3ª División (15º) - 1972-73: 3ª División (15º) - 1973-74: 3ª División (6º) - 1974-75: 3ª División (12º) - 1975-76: 3ª División (4º) - 1976-77: 3ª División (5º) - 1977-78: 2ª División B (8º) - 1978-79: 2ª División B (20º) - 1979-80: 3ª División (16º) - 1980-81: 3ª División (12º) - 1981-82: 3ª División (18º) | - 1982-83: Reg. Preferente (9º) - 1983-84: Reg. Preferente (9º) - 1984-85: Reg. Preferente (1º) - 1985-86: 3ª División (4º) - 1986-87: 3ª División (1º) - 1987-88: 2ª División B (4º) - 1988-88: 2ª División B (10º) - 1989-90: 2ª División B (10º) - 1990-91: 2ª División B (20º) - 1991-92: 3ª División (10º) - 1992-93: Reg. Preferente (2º) - 1993-94: Reg. Preferente (1º) - 1994-95: 3ª División (8º) - 1995-96: 3ª División (16º) - 1995-96: 3ª División (4º) - 1997-98: 3ª División (4º) - 1998-99: 3ª División (14º) - 1999-00: 3ª División (19º) - 2000-01: Reg. Preferente (5º) - 2001-02: Reg. Preferente (2º) - 2002-03: Reg. Preferente (3º) | - 2003-04: Reg. Preferente (2º) - 2004-05: Reg. Preferente (3º) - 2005-06: Reg. Preferente (4º) - 2006-07: Reg. Preferente (1º) - 2007-08: 3ª División (19º) - 2008-09: Reg. Preferente (1º) - 2009-10: 3ª División (7º) - 2010-11: 3ª División (2º) - 2011-12: 2ª División B (9º) - 2012-13: 2ª División B (5º) - 2013-14: 2ª División B (10º) - 2014-15: 2ª División B (8º) - 2015-16: 2ª División B (16º) - 2016-17: 3ª División (1º) - 2017-18: 3ª División (7º) - 2018-19: 3ª División (3º) - 2019-20: 3ª División (10º) - 2020-21: 3ª División (4º) - 2021-22: 3ª División - 2022-23: Reg.Preferente |

 - Ascenso 
 - Descenso